# Chico Faria
Francisco Delfim Dias Faria, noto come Chico Faria (Matosinhos, 9 ottobre 1949 – 10 giugno 2004), è stato un calciatore portoghese, di ruolo attaccante.

## Carriera

### Club
Con lo Sporting Lisbona vinse due campionati e tre coppe nazionali, giocando 230 partite ufficiali e segnando 64 gol.

### Nazionale
Ha collezionato 4 presenze con la propria nazionale tra il 1972 e il 1977, segnando una rete all'esordio.

## Statistiche

### Cronologia presenze e reti in nazionale
| Cronologia completa delle presenze e delle reti in nazionale ― Portogallo | Cronologia completa delle presenze e delle reti in nazionale ― Portogallo | Cronologia completa delle presenze e delle reti in nazionale ― Portogallo | Cronologia completa delle presenze e delle reti in nazionale ― Portogallo | Cronologia completa delle presenze e delle reti in nazionale ― Portogallo | Cronologia completa delle presenze e delle reti in nazionale ― Portogallo | Cronologia completa delle presenze e delle reti in nazionale ― Portogallo | Cronologia completa delle presenze e delle reti in nazionale ― Portogallo |
| Data                                                                      | Città                                                                     | In casa                                                                   | Risultato                                                                 | Ospiti                                                                    | Competizione                                                              | Reti                                                                      | Note                                                                      |
| ------------------------------------------------------------------------- | ------------------------------------------------------------------------- | ------------------------------------------------------------------------- | ------------------------------------------------------------------------- | ------------------------------------------------------------------------- | ------------------------------------------------------------------------- | ------------------------------------------------------------------------- | ------------------------------------------------------------------------- |
| 10-5-1972                                                                 | Nicosia                                                                   | Cipro                                                                     | 0 – 1                                                                     | Portogallo                                                                | Qual. Mondiali 1974                                                       | 1                                                                         |                                                                           |
| 13-11-1974                                                                | Berna                                                                     | Svizzera                                                                  | 3 – 0                                                                     | Portogallo                                                                | Amichevole                                                                | -                                                                         |                                                                           |
| 20-11-1974                                                                | Londra                                                                    | Inghilterra                                                               | 0 – 0                                                                     | Portogallo                                                                | Qual. Euro 1976                                                           | -                                                                         |                                                                           |
| 16-11-1977                                                                | Faro                                                                      | Portogallo                                                                | 4 – 0                                                                     | Cipro                                                                     | Amichevole                                                                | -                                                                         | 46’                                                                       |
| Totale                                                                    |                                                                           | Presenze                                                                  | 4                                                                         |                                                                           | Reti                                                                      | 1                                                                         |                                                                           |

## Palmarès

### Club

#### Competizioni nazionali
- Campionato portoghese: 2

Sporting Lisbona: 1969-1970, 1973-1974
- Coppa del Portogallo: 3

Sporting Lisbona: 1970-1971, 1972-1973, 1973-1974